# Randy Houser
Shawn Randolph "Randy" Houser (18 de diciembre de 1975) es un cantante de música country estadounidense.

## Biografía
Randy Houser nació en Lake, Misisipi. Su padre, fue un músico profesional, así, actuó en varios lugares. Houser lideró su propia banda a los trece años, y mientras asistía al East Central Community College en Decatur, Misisipi, formó una banda llamada 10 lb. Biscuit.
En 2002, se mudó a Nashville, Tennessee para comenzar su carrera. Uno de sus primeros éxitos como compositor fue Honky Tonk Badonkadonk, que él coescribió con Jamey Johnson y Davidson Dallas. Fue grabado por Trace Adkins para su álbum de 2005 Songs About Me, y fue Top 5. Después de este éxito, Houser cambió su enfoque a la interpretación, y comenzó a tocar en los conciertos locales en Nashville. Fue firmado brevemente a MCA Nashville, pero no dio a conocer nada.

## Vida personal
Randy Houser está casado con Jessa Lee Yantz desde el 2 de septiembre de 2011. La pareja dio la bienvenida a un hijo llamado West Yantz Houser el 6 de marzo de 2012.